# Hoằng Hiểu
Hoằng Hiểu (tiếng Mãn: ᡥᡡᠩ 
ᡥᡳᠶᠣᡠ, Möllendorff: hūng hiyoo, chữ Hán: 弘曉; 23 tháng 5 năm 1722 - 11 tháng 5 năm 1778), Ái Tân Giác La, tự Tú Đình (秀亭), hào Băng Ngọc Đạo nhân (冰玉道人) là một Hoàng thân thuộc 1 trong 12 Thiết mạo tử vương của nhà Thanh trong lịch sử Trung Quốc.

## Cuộc đời
Hoằng Hiểu sinh vào giờ Sửu, ngày 9 tháng 4 (âm lịch), tức ngày 23 tháng 5 (dương lịch) năm Khang Hi thứ 61 (1722), trong gia tộc Ái Tân Giác La. Ông là con trai thứ bảy của Di Hiền Thân vương Dận Tường, mẹ ông là Đích Phúc tấn Triệu Giai thị (兆佳氏).
Năm Ung Chính thứ 8 (1730), phụ thân ông qua đời, ông được thế tập tước vị Di Thân vương (怡親王) đời thứ 2.
Năm Càn Long thứ 4 (1739), tháng 11, quản lý sự vụ Lý Phiên viện (理藩院).
Năm thứ 5 (1740), tháng 9, quản lý sự vụ Đô thống Hán quân Chính Bạch kỳ (正白旗漢軍都統). Đến năm thứ 7 (1742), tháng 3, ông bị cách chức.
Năm thứ 8 (1743), tháng 8, ông lại bị cách chức quản lý Lý Phiên viện.
Năm thứ 43 (1778), ngày 15 tháng 4 (âm lịch), giờ Mùi, ông qua đời, thọ 57 tuổi, được truy thụy Di Hy Thân vương (怡僖親王).

## Gia quyến

### Thê thiếp

#### Đích Phúc tấn
- Nguyên phối: Lý Giai thị (李佳氏), con gái của Tam đẳng bá Hách Cách (赫格).
- Kế thất: Đồng Giai thị (佟佳氏), con gái của Đô thống Trường Thịnh (长盛).

#### Trắc Phúc tấn
- Kim thị (金氏), con gái của Linh Thị vệ Nội đại thần Thường Minh (常明).
- Thạch thị (石氏), con gái của Thạch Trung Ngọc (石中玉).
- Y Nhĩ Căn Giác La thị (伊爾根覺羅氏), con gái của Điển vệ Khắc Tinh Ngạch (克星额).

#### Thứ thiếp
- Từ thị (徐氏), con gái của Điển vệ Từ Quốc Tú (徐国秀).
- Tường thị (祥氏), con gái của Cửu Đạt Sắc (九达色).
- Mã thị (馬氏), con gái của Mã Đồ Hách (馬图赫).
- Ba Nhã Lạp thị (巴雅拉氏), con gái của Bút thiếp thức Tài Bảo (才保).

### Hậu duệ

#### Con trai
1. Vĩnh Hàng (永杭; 1744 - 1777), mẹ là Đích Phúc tấn Lý Giai thị. Được phong làm Tam đẳng Trấn quốc Tướng quân (三等鎮國將軍). Vô tự.
2. Vĩnh Lang (永琅; 1746 - 1799), mẹ là Trắc Phúc tấn Thạch Giai thị. Năm 1778 được thế tập tước vị Di Thân vương. Sau khi qua đời được truy thụy Di Cung Thân vương (怡恭親王). Có hai con trai.
3. Tam tử (1750), mẹ là Đích Phúc tấn Lý Giai thị. Chết yểu.
4. Vĩnh Mạn (永蔓; 1752 - 1808), mẹ là Thứ thiếp Mã thị. Được cho làm con thừa tự của Hoằng Thôn (弘暾) - anh trai của Hoằng Hiểu.
5. Ngũ tử (1757 - 1758), mẹ là Thứ thiếp Ba Nhã Lạp thị. Chết yểu.
6. Lục tử (1766), mẹ là Trắc Phúc tấn Y Nhĩ Căn Giác La thị. Chết yểu.
7. Thất tử (1770 - 1771), mẹ là Trắc Phúc tấn Y Nhĩ Căn Giác La thị. Chết yểu.
8. Vĩnh Mại (永邁; 1771 - 1799), mẹ là Trắc Phúc tấn Y Nhĩ Căn Giác La thị. Được phong làm Tam đẳng Phụ quốc Tướng quân (三等輔國將軍). Có một con trai.
9. Vĩnh Hòa (永和; 1773 - 1774), mẹ là Thứ thiếp Từ thị. Chết yểu.

## Trong văn hóa đại chúng
| Năm  | Tác phẩm          | Diễn viên               |
| 2018 | Thiên Mệnh (天命) | Dư Tử Minh (余子明)     |
| 2018 | Diên Hi công lược | Thành Tuấn Văn (成浚文) |